# Esatanas
Esatanas is een vliegengeslacht uit de familie van de roofvliegen (Asilidae).

## Soorten
- E. chan (Engel, 1934)
- E. kozlovi Lehr, 1986
- E. shah (Rondani, 1873)
- E. velox (Lehr, 1963)
- E. villosus Lehr, 1986